# Gobernación de Fernando Poo y Annobón
La gobernación de Fernando Poo y Annobón fue una efímera área administrativa integrante del Imperio español dentro del Virreinato del Río de la Plata. La presencia española sobre el terreno solo existió entre 1778 y 1780. A partir de esa fecha el territorio fue abandonado los años siguientes y en 1827 el Imperio británico construyó una base naval. Los españoles volvieron entre 1843 y 1968 en lo que se conoció como Territorios Españoles del Golfo de Guinea. Actualmente, las dos islas forman parte de la República de Guinea Ecuatorial, en África.

## Antecedentes
La isla de Annobón fue descubierta el 1 de enero de 1471 por los portugueses João de Santarém y Pedro de Escobar. El portugués Fernando Poo situó la isla de Bioko en los mapas en ese mismo año y la bautizó como Flor Formosa. Los portugueses colonizaron Fernando Poo y Annobón en 1494 convirtiéndolas en centro del comercio de esclavos. En 1592 la isla de Annobón recibió un gobernador portugués dependiente del gobernador de la isla de Santo Tomé. Entre 1642 y 1648, Annobón fue ocupada por holandeses, lo mismo que Bioko desde 1641 hasta 1648. En 1656 Diego Delgado intentó sin éxito plantar caña de azúcar en la isla. 
El 1 de octubre de 1777 Carlos III de España y María I de Portugal firmaron por medio de sus negociadores, José Moñino Conde de Floridablanca y Francisco Inocencio de Sousa Coutinho, el Tratado de San Ildefonso que ajustó los límites de ambas coronas en América y Asia; seguido por el Tratado de El Pardo (1778).  Por un anexo secreto al tratado de siete artículos se convino además la cesión de las islas de Fernando Poo y Annobón a España:

Deseando Su Majestad Fidelísima corresponder á la magnanimidad de Su Majestad Católica, y condescender con todo lo que pueda ser grato y útil á sus vasallos, cede á la corona de España la isla de Annobon en la costa de África, con todos los derechos, posesión y acciones que tiene á la misma isla, para que desde luego pertenezca á los dominios españoles, del propio modo que hasta ahora ha pertenecido á los de la corona de Portugal.

Igualmente cede Su Majestad Fidelísima en su nombre y en el de sus herederos y sucesores, á Su Majestad Católica y á sus herederos y sucesores todo el derecho y acción que tiene ó pueda tener á la isla de Fernando del Pó en el golfo de Guinea, para que los vasallos de la corona de España se puedan establecer en ella y negociar en los puertos y costas opuestas á la dicha isla, como son los puertos del rio Gabaon, de los Camarones, de Santo Domingo, Cabofermoso y otros de aquel distrito; sin que por eso se impida ó estorbe el comercio de los vasallos de Portugal, particularmente de los de las islas del Príncipe y de Santo Tomé, que al presente van y que en lo futuro fueren á negociar en la dicha costa y puertos, comportándose en ellos los vasallos españoles y portugueses con la mas perfecta armonía, sin que por algún motivo ó pretexto se perjudiquen ó estorben unos á otros.

## La gobernación

Evolución de las posesiones y reclamaciones españolas en el Golfo de Guinea (1778-1968).

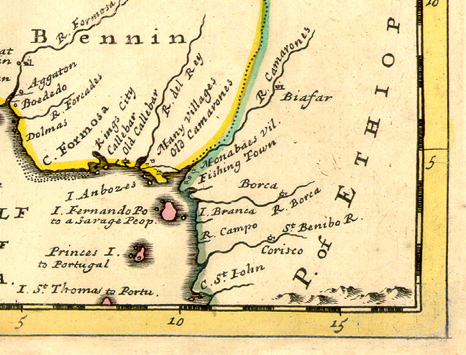
Mapa de 1729 mostrando el área geográfica del Golfo de Guinea donde se desarrollan las culturas bubi, fang y benga, entre otras

El primer virrey del Río de la Plata, teniente general Pedro de Cevallos, recibió una instrucción reservada de la Corte el 20 de octubre de 1777 por la que el ministro de Indias José de Gálvez nombraba comisario regio al brigadier de los Reales Ejércitos Felipe de Santos Toro (conde de Argelejo) y el virrey emitió una orden el 27 de octubre de 1778 para que encabezara una expedición que recibiera las islas que debía entregar Portugal, tomando posesión de las mismas en nombre de la Corona española y estableciéndose como gobernador dependiente del virrey de Buenos Aires. Las islas debían servir para el comercio de esclavos y se pretendía utilizarlas como escala en una futura ruta desde las Filipinas.
El 17 de abril de 1778 la expedición partió de Montevideo, formada por tres buques: Santa Catalina, Soledad y el bergantín Santiago. El segundo jefe de la expedición era el teniente coronel de artillería Joaquín Primo de Rivera. El asesor técnico era el teniente coronel de ingenieros Francisco de Paula Esteban y el jefe de la flota el capitán de fragata José Varela Ulloa. Ramón Topete era el comandante de la fragata Soledad y el teniente de navío José Grandellana el comandante del Santiago.
La flota llegó el 29 de junio de 1778 a la portuguesa isla de Príncipe en donde debía esperarlos el comisario real portugués, siendo maltratados los españoles durante la estadía por los portugueses y bloqueados por los traficantes ingleses, muriendo muchos expedicionarios por las enfermedades, llegándose a proyectar la toma de las islas Príncipe y Fernando Poo sin esperar al comisario de Portugal. El 27 de septiembre de 1778 se envió hacia España al Santiago al mando del teniente de navío José Grandellana, demandando auxilios y órdenes a seguir, a donde arribó el 1 de enero de 1779. Fray Luis Cayetano de Castro, comisario luso, llegó recién el 4 de octubre en la fragata Nossa Senhora da Graça procedente de Pernambuco.
El 14 de octubre de 1778 los dos barcos españoles y el portugués partieron hacia Fernando Poo a la que llegaron el 24 de octubre tomando posesión formal de la isla sin presencia de sus habitantes que se escondieron en el interior. Al día siguiente partieron para Annobón haciendo escala en Santo Tomé entre el 4 y el 10 de noviembre. El 14 de noviembre de 1778 cuando viajaba hacia Annobón murió el conde de Argelejo, por lo que dos días después asumió como gobernador provisorio Primo de Rivera, quien se mantuvo en el cargo hasta el 31 de octubre de 1780. El 29 de noviembre arribaron a Annobón sin tomar posesión ante la negativa de sus habitantes al traspaso de soberanía. Primo de Rivera no intentó ocupar la isla, envió a Varela Ulloa a España en la Santa Catalina para informar de lo acontecido (arribó el 12 de marzo de 1779) y se dirigió a Santo Tomé.
El 1 de septiembre de 1779 llegó a Santo Tomé la zumaca Concepción al mando del teniente de fragata Guillermo Carboner, a quien Primo de Rivera envió a reconocer Fernando Poo. El 12 de septiembre reconocieron una ensenada a la que llamaron Concepción. El 29 de noviembre de 1779 la flota partió hacia Fernando Poo para establecerse en Concepción.
El 20 de enero de 1780 el Santiago y la polacra Santa Engracia llegaron a Príncipe procedentes de las islas Canarias de donde habían partido el 21 de noviembre del año anterior con pertrechos para socorrer a la expedición. El Santiago permaneció en Príncipe y la Santa Engracia se dirigió a Concepción, desde donde fue enviada a España para informar de la situación que ya había costado 85 muertos, pero fue apresada por ingleses. 
El 22 de agosto de 1780 el rey Carlos III ordenó al virrey de Buenos Aires que enviara 50 000 pesos en barcos portugueses a los expedicionarios.

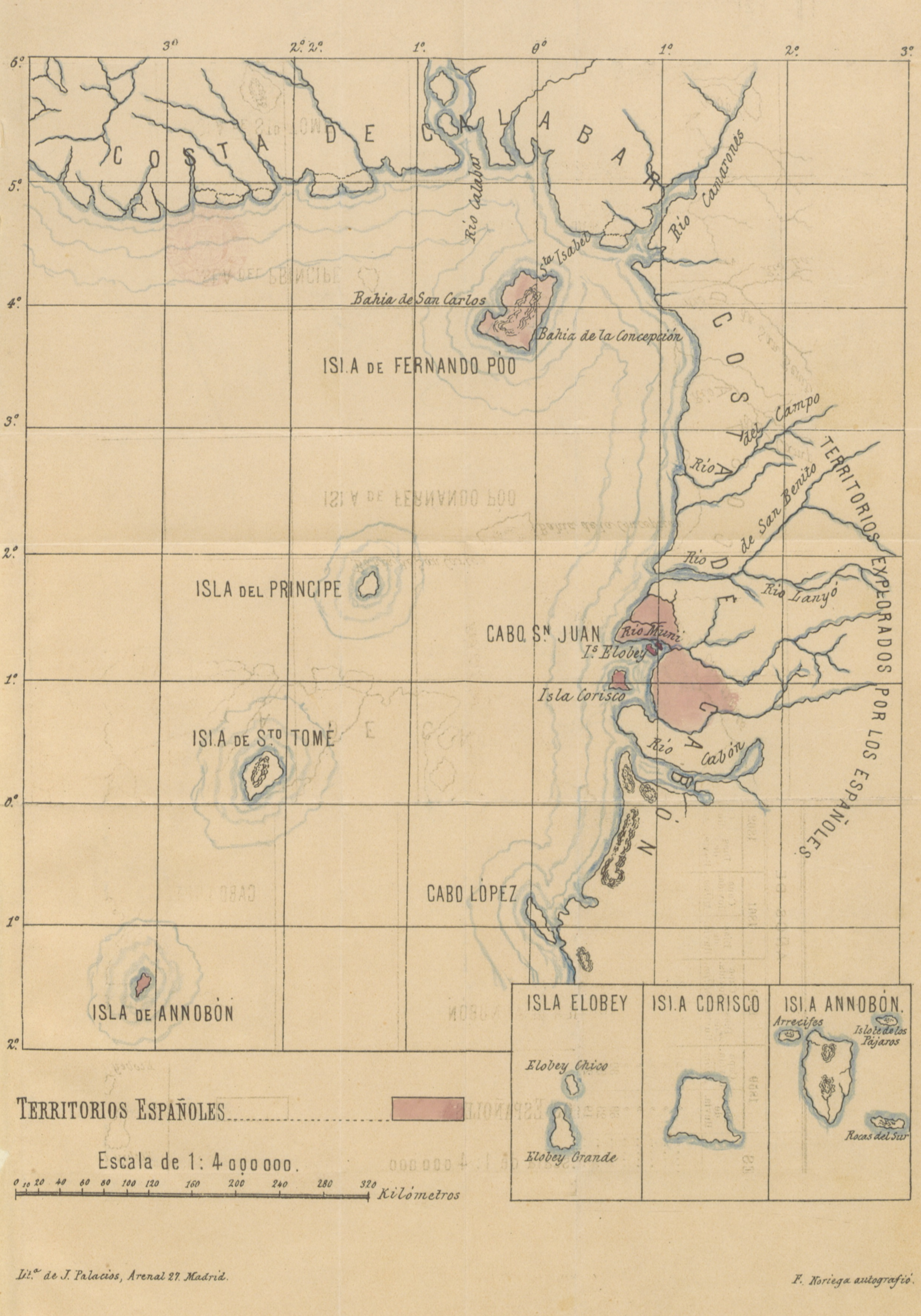
Mapa de las posesiones españolas en el Golfo de Guinea en 1897, antes del Tratado de París de 1900.

El 24 de septiembre de 1780 se produjo una sublevación encabezada por el sargento Jerónimo Martín, quien apresó a Primo de Rivera. Debido a la adversidad del clima y las enfermedades tropicales que diezmaban a los soldados, se temía un ataque de la población bubi. Jerónimo Martín hizo enterrar los cañones y embarcó el 31 de octubre en la nave Santiago rumbo a la isla portuguesa de Santo Tomé, llevando preso a Primo de Rivera, arribando el 16 de noviembre en donde reasumió el mando. Permanecieron en Santo Tomé, siendo atacados en puerto por tres fragatas inglesas el 24 de septiembre de 1781, luego, tras comprar a los portugueses el navío Nossa Senhora do Carmo, el 30 de diciembre partieron hacia el Brasil llegando a Bahía el 24 de febrero de 1782. El 12 de febrero de 1783 llegaron a Montevideo los remanentes 26 expedicionarios en donde Primo de Rivera entregó al sargento Jerónimo Martín y a los demás sublevados para ser juzgados, pidiendo luego su indulto que fue concedido. De los 247 expedicionarios perecieron o desaparecieron 221 además de 60 esclavos comprados a los portugueses.
A partir de entonces las dos islas permanecieron abandonadas por España, siendo visitadas y finalmente ocupadas por británicos entre 1827 y 1843, entre ellos el capitán William Fitz William Owen del vapor Eden quien el 27 de octubre de 1827 instaló en Fernando Poo un depósito de esclavos libertos, trasladados en 1832 a Sierra Leona. 
Los españoles regresaron a las islas el 6 de marzo de 1843, cuando el Comisario Regio, capitán de fragata Juán José Lerena Barry, fue enviado a tomar posesión en nombre de la reina Isabel II. Lerena Barry nombró gobernador al inglés John Beecroft y al holandés Carlos Linslager como segundo. Se inició la etapa de la colonia española de Guinea, que duró hasta 1968.